# 隠遁者フェオファン
隠遁者フェオファン（いんとんしゃフェオファン、ロシア語: Феофан Затворник, フェオファン・ザトヴォルニク、英語: Theophan the Recluse, 1815年1月10日 - 1894年1月6日）は、正教会の主教、聖人。フェオファン主教、あるいは隠修者フェオファン主教とも呼ばれる。
霊的復興を遂げたと正教会から評価される19世紀ロシアにおける、その復興の担い手の一人であり、フィロカリアのロシア語訳や（それまでは教会スラヴ語訳があるのみであった）、数々の精神的著作や聖書注解を含む、膨大な著作を遺した。
フェオファンはロシア史におけるキリスト教神秘思想に関わる最大の著作家であり、深遠で多様な体験を備えた人であった。

## 略歴
フェオファン主教は俗名をゲオールギィ・ゴーヴォロフと言い、ロシア、オレール県の村に1815年に生まれた。主教の父は村の教区司祭で信仰心が厚く、有能な人であった。母は親切で慈悲深く、ゲオールギィは幸せな幼年時代を過ごした。
そして彼はオレール県の神学校を卒業後、キエフ神学アカデミーに入学し卒業する。
1841年、神学アカデミーを卒業する時、キエフで修道請願を立てる。すぐにキエフ教会付属学校の校長に任命され、ノヴゴロド神学校の学監を経て1843年にサンクトペテルブルク神学校の教授となった。
1847年、ロシア政府は中東での正教会の事情を研究し、パレスチナにロシア宣教団体を確立するために、エルサレムに代表団を派遣することを決定した。フェオファンはその一員に選ばれ、エルサレム近郊のマル・サバ（聖サバス）修道院の図書館やシナイ山の聖カタリナ修道院で資料の調査、研究を行った。またフェオファンは聖地でのカトリックやプロテスタント宣教団の仕事をも調査した。
彼はパレスチナでのこの活動に7年間従事し、この間にフランス語、ギリシャ語、アラビア語、ヘブライ語を学び、教会師父たちの文献を調査研究した。
1855年、ロシアに帰国後、オローネツ神学校の校長に任命され、その後1857年にサンクトペテルブルク神学校の校長となる。
1859年、フェオファン掌院は主教に任命され、タンボフに4年、ウラディーミルに3年留まった。フェオファンは有能な管理者ではあったけれども、裁き手としてふるまうのは苦手であった。教会裁判所に出席する義務は彼にとって苦痛であった。主教は孤独な祈りを好んだので、管理者としての仕事がますます苦痛になった。そしてついに、主教の地位を辞職し観想修道者となる決心をした。
1866年の春、宗務院にタンボフ教区のヴィーシャ修道院にひきこもる許可を申請した。6月17日、宗務院はその申請を受け入れ、彼をヴィーシャ修道院長に任命し引退を許可した。その年の8月ヴィーシャ修道院長となり、6年間修道院長として振る舞った。
その後1872年からは隠遁生活に入った。2つの小さな部屋で、痛悔を聴く司祭と修道院長に会う他には誰とも会わず、食事は一日にわずか一食でパン一切れとお茶、ミルク、卵1-2個、それが一日の食事のすべてであり、自室で聖体礼儀を毎日行うという生活であった。
訪問者を受け入れることは無かったが、22年間にこの小さな部屋で生み出された膨大な著作は、正教徒達に大きな精神的影響を与えた。1894年1月6日（旧暦：神現祭）に、永眠。

## 主な著作と翻訳

### 著作
- 霊的生活に関する書簡
- キリスト者の生活に関する書簡
- 信仰や人生の多様な課題に関するさまざまな人々への書簡
- 『霊的生活の本質と方法』　-　英語: The Art of Prayer - An Orthodox Anthology
- 『救いの道』　-　英語: The Path to Salvation: A Manual of Spiritual Transformation
- 『悔悛、一致、そして生活の変革について』
- 『祈りと徹夜の祈りについて』
- パウロ書簡、詩篇33、詩篇118/119の註釈。[8]

### 翻訳
- フィロカリアをロシア語に翻訳、編集
- 『古代の修道規律』をロシア語に翻訳、編集
- ロレンゾ・スクポリ『霊の戦い』をロシア語に翻訳、編集
- 新神学者シメオン『説教集』をロシア語に翻訳、編集[7]